# Vladimir Dedijer
Vladimir Dedijer (v srbské cyrilici Владимир Дедијер; 4. února 1914 Bělehrad – 30. listopadu 1990 Boston) byl srbský komunistický politik, jugoslávský partyzán, blízký spolupracovník Josipa Broze Tita.
Ačkoliv nebyl vzděláním historikem, jako blízký člověk jugoslávské hlavy státu sepsal Titovu oficiální biografii. Ještě v dobách před vypuknutím druhé světové války a vypuknutí partyzánského boje zastával roli politického komisaře. V roce 1981 vydal Nové příspěvky k životopisu Josipa Broze, které zobrazily Tita spíše jako běžného člověka, než jako hrdinu jugoslávských dějin. Aktivní byl především jako editor stranického deníku Borba, po procesu s Milovanem Đilasem (Dedijer se Đilase zastával)) mu bylo umožněno z Jugoslávie vycestovat. Pozdější věk proto strávil v zahraničí.